# Gonzalo Ónega
Gonzalo Ónega Sobrino (Bolaños de Calatrava, Ciudad Real, 29 de noviembre de 1984) es un exfutbolista y entrenador español. 

## Trayectoria

### Como jugador
Gonzalo actuaba de centrocampista y se formó en las categorías inferiores del Getafe CF, con el que debutó en su filial en la temporada 2004-05. En las siguientes temporadas formaría parte de equipos de la Tercera División de la Comunidad de Madrid como Rayo Vallecano B, CD Puerta Bonita, CD Ciempozuelos, CDA Navalcarnero y CD Móstoles.
En 2010, firma por el CP Cacereño en el que jugaría durante dos temporadas, regresando en 2012 al CD Puerta Bonita madrileño.
En la temporada 2013-14, firma por el Chelmsford City de la National League South inglesa, donde jugó durante una temporada. Al regresar a España en 2014, jugaría en el CD Puertollano, CD Móstoles URJC en dos períodos, CDA Navalcarnero en otros dos períodos y en el Unión Adarve en el que se retiró al término de la temporada 2018-19.

### Como entrenador
Tras retirarse en 2019, comenzó su carrera como entrenador en las categorías inferiores del Getafe CF. En la temporada 2019-20, dirigió al Juvenil "B" del Getafe CF de Liga Nacional Juvenil.
El 25 de noviembre de 2020, firma por el Club Deportivo Guadalajara de la Tercera División de España.
En la temporada 2021-22, logra el ascenso a la Segunda Federación tras ser campeón del grupo XVIII de Tercera División de España.
En la temporada 2024-25, tras tres años y medio en el conjunto alcarreño, cambia de banquillo al de la UD San Sebastián de los Reyes también de Segunda Federación.
El 1 de diciembre de 2024, finaliza su etapa como entrenador de la UD San Sebastián de los Reyes.

## Clubes

### Como entrenador
| Club                       | País   | Año       |
| -------------------------- | ------ | --------- |
| Getafe CF Juvenil "B"      | España | 2019-2020 |
| Club Deportivo Guadalajara | España | 2020-2024 |
| UD Sanse                   | España | 2024      |